# Gun Cay
Gun Cay är en ö i Bahamas.   Den ligger i distriktet Bimini District, i den västra delen av landet, 210 km väster om huvudstaden Nassau.